# Teutamus christae
Espèce
Teutamus christae est une espèce d'araignées aranéomorphes de la famille des Liocranidae.

## Distribution
Cette espèce est endémique de la province de Thừa Thiên-Huế au Viêt Nam,. Elle se rencontre vers 1 200 m d'altitude dans le parc national de Bach Ma.

## Description
Le mâle holotype mesure 5,25 mm.

## Étymologie
Cette espèce est nommée en l'honneur de Christa Laetitia Deeleman-Reinhold.

## Publication originale
- Ono, 2009 : Three new spiders of the family Clubionidae, Liocranidae and Gnaphosidae (Arachnida, Araneae) from Vietnam. Bulletin of the National Science Museum, Tokyo, sér. A, vol. 35, p. 1-8.